# Titularbistum Cenculiana
Cenculiana ist ein Titularbistum der römisch-katholischen Kirche. 
Es geht zurück auf einen antiken Bischofssitz in der gleichnamigen Stadt, die sich in der römischen Provinz Byzacena befand.
| Titularbischöfe von Cenculiana |                                 |                                                                         |                    |                   |
| Nr.                            | Name                            | Amt                                                                     | von                | bis               |
| 1                              | Samuel Emmanuel Carter SJ       | Weihbischof in Kingston (Jamaika)                                       | 1. Februar 1966    | 1. September 1970 |
| 2                              | Lawrence Pullen Hardman SMM     | emeritierter Bischof von Zomba (Malawi)                                 | 21. September 1970 | 6. April 1971     |
| 3                              | Raphaël Lubaki Nganga           | Koadjutorbischof von Matadi (Demokratische Republik Kongo)              | 24. April 1971     | 8. März 1985      |
| 4                              | Lawrence Patrick Henry          | Weihbischof in Kapstadt (Südafrika)                                     | 27. April 1987     | 7. Juli 1990      |
| 5                              | Anil Couto                      | Weihbischof in Delhi (Indien)                                           | 22. Dezember 2000  | 24. Februar 2007  |
| 6                              | Francisco Focardi Mazzocchi OFM | Weihbischof in El Beni o Beni Apostolischer Vikar von Camiri (Bolivien) | 6. Juni 2007       | 11. Januar 2022   |
| 7                              | Dennis Spies                    | Weihbischof in Joliet in Illinois (USA)                                 | 27. September 2024 |                   |